# ビルラ
ビルラ（बिरला, Birla Family）は、インドの財閥一族。インドではタタ財閥のタタ家と並ぶ存在。

## 概要
ビルラ財閥は、インド西部・ラージャスターン州のマールワール（マルワリ）商人コミュニティー出身のシブ・ナラヤン・ビルラ（Shiv Narayan Birla）によって1860年に興された。その後、息子のバルデーオ・ダス・ビルラ（Baldeo Das Birla、1863‐1956）やその息子のG.D.ビルラ（G. D. Birla、1894‐1983）らの手により繁栄した。第一次世界大戦中に投機によって利益を確保した。その資金を元に繊維産業に進出。その後は機械、自動車、科学、海運などに進出し巨大化した。
ビルラ一族は、長年にわたってインド独立の父マハトマ・ガンディーを財政的に支援したことでも知られている。1948年のガンディー暗殺（ガンディーはデリーにあるビルラ邸の庭で暗殺された）後も、ガンディーとの関係を利用して国民会議派政府の優遇を受け、独占を拡大強化したと批判されている。
バルデーオ・ダス・ビルラの4人の息子はそれぞれ独立した財閥を設立している。なかでもアディティア・ビルラ・グループが最も大きな勢力となっている。
ヒンドゥスタン・アンバサダーの製造で知られるヒンドゥスタン・モーターズはそれらの一つ、G.P-C.Kビルラ・グループ系の会社である。